# Zabrane
Zabrane (ukr. Забране) – wieś na Ukrainie, w obwodzie żytomierskim, w rejonie korosteńskim, w hromadzie Malin. W 2001 liczyła 162 mieszkańców, wśród których 153 wskazało jako ojczysty język ukraiński, 8 rosyjski, a 1 białoruski.

## Urodzeni
- Wołodymyr Stretowycz